# 酒井くにお・とおる
酒井くにお・とおる（さかいくにお・とおる）は、松竹芸能所属の兄弟漫才コンビ。

## メンバー
- 酒井くにお（本名：酒井 国夫、1948年5月3日 - 2022年10月28日（74歳没） ）
- 酒井とおる（本名：及川 幹男、1951年5月12日（73歳） - ）

共に岩手県水沢市（現奥州市）出身。

## 来歴・人物
2人は5人兄弟の4番目と5番目。兄のくにおは地元で秀才の誉れ高く、岩手県立水沢高校から東京教育大学に現役合格。全盛の全共闘運動に加わり日々機動隊と戦っていたが、ふらっと立ち寄った浅草松竹演芸場で見た社会派コント「コント・コンビネーション」の風刺劇に魅せられ、リーダーのみなみ良雄（後のさがみ良太）に弟子入り。大学は中退してしまい、出番をフケた大空かんだの代役を経て、城後光義（元ゆーとぴあのホープ）らの女装コントグループに混じって、ストリップ劇場・新宿ニューアートで初舞台を踏む。間もなく友人の伊原某と「コント・コマーシャル」を結成し、ストリップ劇場の幕間で修業を積んでいた。
弟のとおるも同じ岩手県立水沢高校卒業後上京し、千代田テレビ技術学校で学ぶうちに裏方志望が高まり、ストリップ劇場で窓口や大道具のアルバイトをしていたところ、別の劇場で働いていた兄と偶然再会。相方に逃げられた兄に誘われて、1970年みなみ良雄門下に兄弟で直り、正式にコンビを結成した。コンビ名は「コント・コマーシャル」を引き継ぎ、浅草松竹演芸場で初舞台。その後男子同士のコンビということで「マンとマン」とコンビ名を変えた。
花柳流日本舞踊の素養があるくにおに合わせて、振袖・日本髪でタップダンスを踊ったり、ローラーゲームよろしく舞台を走り回ったり、上野動物園に来たばかりのパンダの着ぐるみで暴れたりと、体を張った時事物ドタバタコントだった。他にもキャバレーでチュチューレース等の営業をしていたがなかなか芽が出ず、名古屋・大須演芸場で知り合ったラッキー幸治の紹介で心機一転1974年から上方（大阪）に移住。吉本興業に入るも、関西弁が馴染めなかったこととナンセンス・コントの芸風自体が漫才主流であった当時の関西では全く受け入れられず、翌年には契約解除されたところを松竹芸能に拾われる。
漫才転向に伴い「酒井くにお・とおる」に改名した頃、新世界新花月の舞台で極度の緊張から台本を忘れてしまったくにおが、咄嗟に「とおるちゃん!」と連呼して急場を凌いだことから、定番のギャグが生まれた。
関西弁をマスターし努力した結果、1977年の『NHK上方漫才コンテスト』では優秀敢闘賞を得た。1980年の『お笑いスター誕生!!』（日本テレビ）では審査員からマンネリを酷評されつつも女装コントを中心に7週勝ち抜くが、体力を消耗するコントからしゃべくり漫才に比重を移す。
その後、スタッフの手違いで急遽代役出演する羽目になった『お笑いネットワーク』（読売テレビ）収録時に、吉本印天然素材や水玉れっぷう隊ら、若手目当ての追っかけ女子高生ファンには予想通り全く受けなかったため、絶望したとおるが客席に向かって放った「ここで笑わないと、もう笑うトコ無いよ」「ウチらの漫才、二つか三つしか笑うトコないから、皆さん笑う努力して」「忘れて頂戴忘れて頂戴～」「こんな話二度とやらんわ」等の捨て鉢な客いじりが突如脚光を浴び、自虐的ボヤキ漫才の第一人者の地位を確立した。
中田ダイマル・ラケット、夢路いとし・喜味こいしの後を継ぐ、現役最ベテランの兄弟漫才コンビになっていた。漫才以外に、小劇団の定期公演も行っていた。出囃子は「ゲイシャ・ワルツ」。
2022年10月28日8時30分、くにおが慢性虚血性心疾患のため、大阪市の自宅で死去した。訃報は同年11月7日に松竹芸能より公表された。74歳没。とおるによれば、くにおは亡くなる5年前から体調を崩しがちになっており、肺やリウマチを患っていた。3度救急搬送されたこともあり、亡くなる1年前からは安否確認のため毎朝9時半にくにおから連絡する事が日課となっていたという。当日はくにおと連絡が取れずに心配したとおるが一人暮らしをしていたくにおの自宅を訪れ、くにおがソファとテーブルの間に倒れ、亡くなっていたのを確認した。くにおの生前最後の出演は同年10月21日の心斎橋角座の鰻谷寄席であった。くにおの追悼公演は翌2023年2月18日に心斎橋角座で行われ、親交のあった芸人が参加。とおるもくにおの死去後初めて単独で出演し漫談を披露している。

## その他
- くにおのオカマしゃべりは、女装コント時代に身に付いた癖や、岩手訛りを誤魔化すためのものである。
- 大阪に移住してから4年は2人で暮らしとおるがアルバイト、くにおが家事を担っていた。くにおは若い頃に結婚したが4年程で離婚し、以後一人暮らしだった[1]。とおるは27歳の時、楽屋へ出入りしていたカツラ屋の娘と結婚し、1男1女に恵まれる。
- くにおは2017年に「第５腰椎圧迫骨折後遅発性神経障害[12]」で腰の手術をした後、肺炎などで3度救急車で運ばれている。その他にもリウマチや泌尿器科、皮膚科、脳外科にかかりながら舞台を務めていた[1]。腰の影響で歩くのが難しくなっても杖をつけば歩けると断らず[13]、とおるの手を借りてセンターマイクまで自力で歩いていた。
- 師匠のみなみ良雄は後年漫才師・さがみ良太として活動していたが、元々は浪曲の出であり、くにおが入門した当時はコントを演じるコメディアンであった。従ってくにお・とおるの漫才は師匠から授かったものでは無く、全て独学である。
- 元大阪市長の平松邦夫と市長選で平松を下した橋下徹元市長（前大阪府知事）の二人は、くにお・とおると同音の名前であることから『大阪政界のくにお・とおる』と言われていた。

## 受賞歴
- 1977年 「第7回NHK上方漫才コンテスト」優秀敢闘賞
- 1981年 「お笑いスター誕生」銀賞
- 1994年 「第29回OBC上方漫才大賞」奨励賞
- 1996年 「第25回YTV上方お笑い大賞」金賞
- 1997年 「第32回OBC上方漫才大賞」大賞
- 2021年 「第56回大阪市市民表彰・文化功労部門」受賞

## 出演

### テレビ番組
- お笑いスター誕生!!（日本テレビ）
- 24時間テレビ 「愛は地球を救う」（日本テレビ系列合同） - 1992年度の名古屋地区神宮会場でアシスタントを担当。
- 痛快!エブリデイ（関西テレビ）
- ちちんぷいぷい（毎日放送） - 木曜「なすなかにし（→いまぶーむ）のどっから来はったん?」ナレーション担当（とおるのみ）。2011年1月11日 - 2月11日には、毎日放送本社1階ロビーに設けられた「大吉とおるちゃん神社」で神主（くにお）・受験生代表（とおる）の姿で参拝者のラッキー祈願を行った（平日のみ）。
- バラエティー生活笑百科（NHK総合） - 準レギュラー
- ドラマ30 / 暖流（2007年、毎日放送） - 男性入院患者 役
- 連続テレビ小説
  - 芋たこなんきん（2006年）
  - マッサン（2014年-2015年)
  - べっぴんさん 第26回（2016年11月1日）

### ラジオ番組
- 日清です まいどおおきに（ラジオ関西）
- 上方演芸会（NHKラジオ第1放送） - 準レギュラー。